# Porte de Paris (Lille)

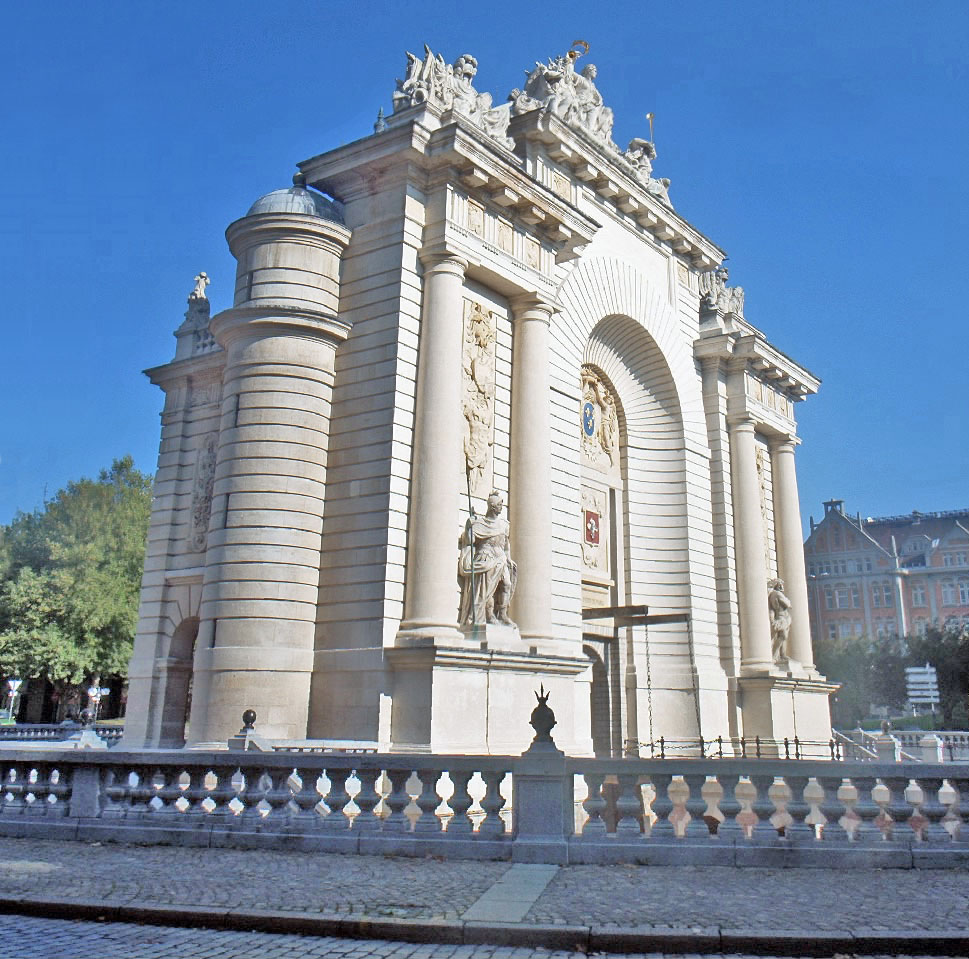
Porte de Paris

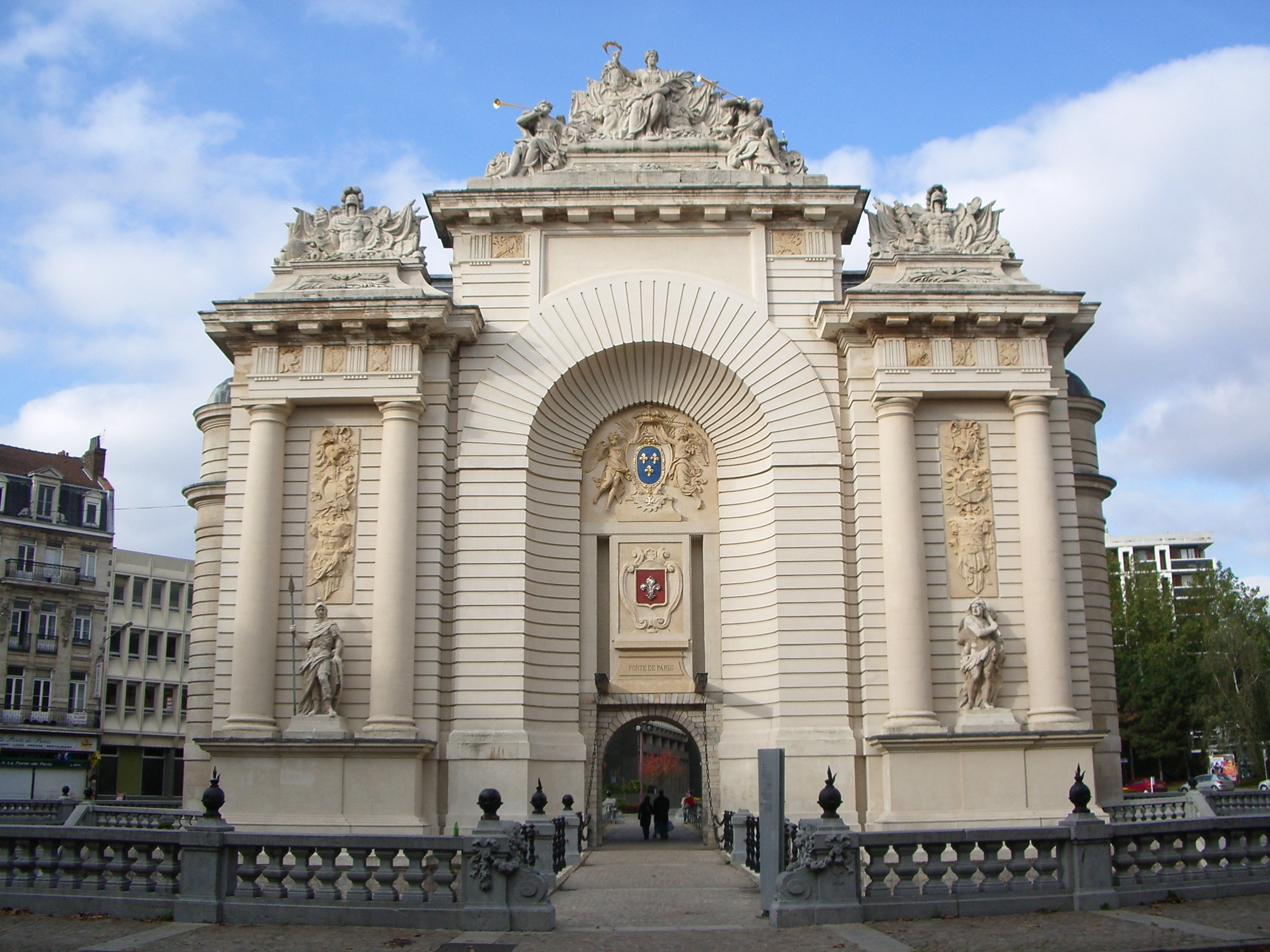
Porte de Paris

Die Porte de Paris ist ein zwischen 1685 und 1692 errichtetes Tor der ehemaligen Stadtmauer von Lille. Es symbolisiert die Angliederung von Lille zu Frankreich.

## Geschichte
Ursprünglich stand an diesem Standort die Porte des Malades (Tor der Kranken)
Nach der Belagerung von Lille betrat Ludwig XIV. die Stadt am 28. August 1667. Er ging durch dieses Tor, um die Schlüssel der Stadt zu erhalten. Ein Jahr später wurde die Stadt durch den Frieden von Aachen (1668) französisch.
Ludwig XIV. bestellte bei Simon Vollant den Bau des Tores, um das alte Tor der Kranken zu ersetzen. Es wurde zwischen 1685 und 1692 gebaut.

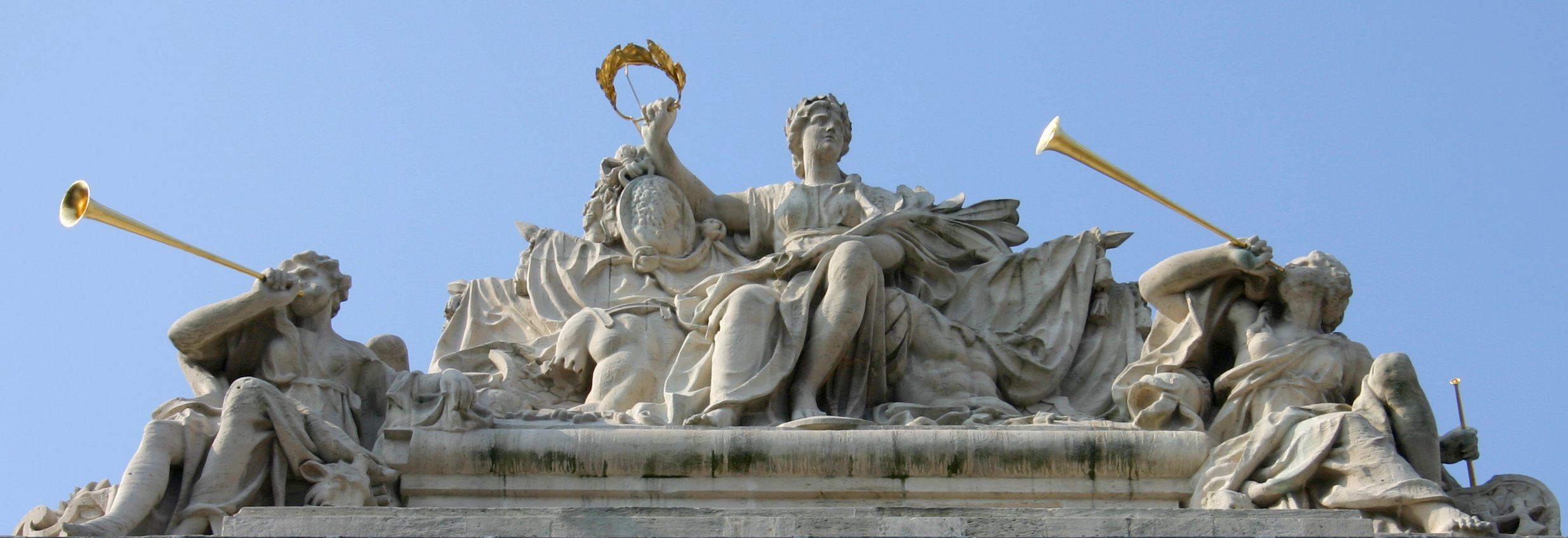
Bekrönung des Pariser Tores